# Šavnik (Bośnia i Hercegowina)
Šavnik – wieś w Bośni i Hercegowinie, w Federacji Bośni i Hercegowiny, w kantonie środkowobośniackim, w gminie Fojnica. W 2013 roku liczyła 1021 mieszkańców.